# Vaceuchelus ampullus
Vaceuchelus ampullus is een slakkensoort uit de familie van de Chilodontaidae. De wetenschappelijke naam van de soort is voor het eerst geldig gepubliceerd in 1893 door Tate.